# Turnera urbanii
Turnera urbanii är en passionsblomsväxtart som beskrevs av M.M. Arbo. Turnera urbanii ingår i släktet Turnera och familjen passionsblomsväxter. Inga underarter finns listade i Catalogue of Life.